# モルプランク定数
モルプランク定数（モルプランクていすう、記号 NAh、英: molar Planck constant）は、アボガドロ定数（記号 NA）とプランク定数（記号 h）の積である。非常に正確な値が知られていた物理定数のひとつであり、20世紀後半から21世紀初めまで、NAh の不確かさは NA や h のそれよりも小さかった。そのため NA と h の間には、一方の値が決まれば他方の値も決まるという、反比例の関係があった。
モルとキログラムの定義が大きく変更された2019年のSI基本単位の再定義において、NA と h を定義定数として確定する際に用いられた。現在は定義定数であり、不確かさはない。

## 物理定数の積

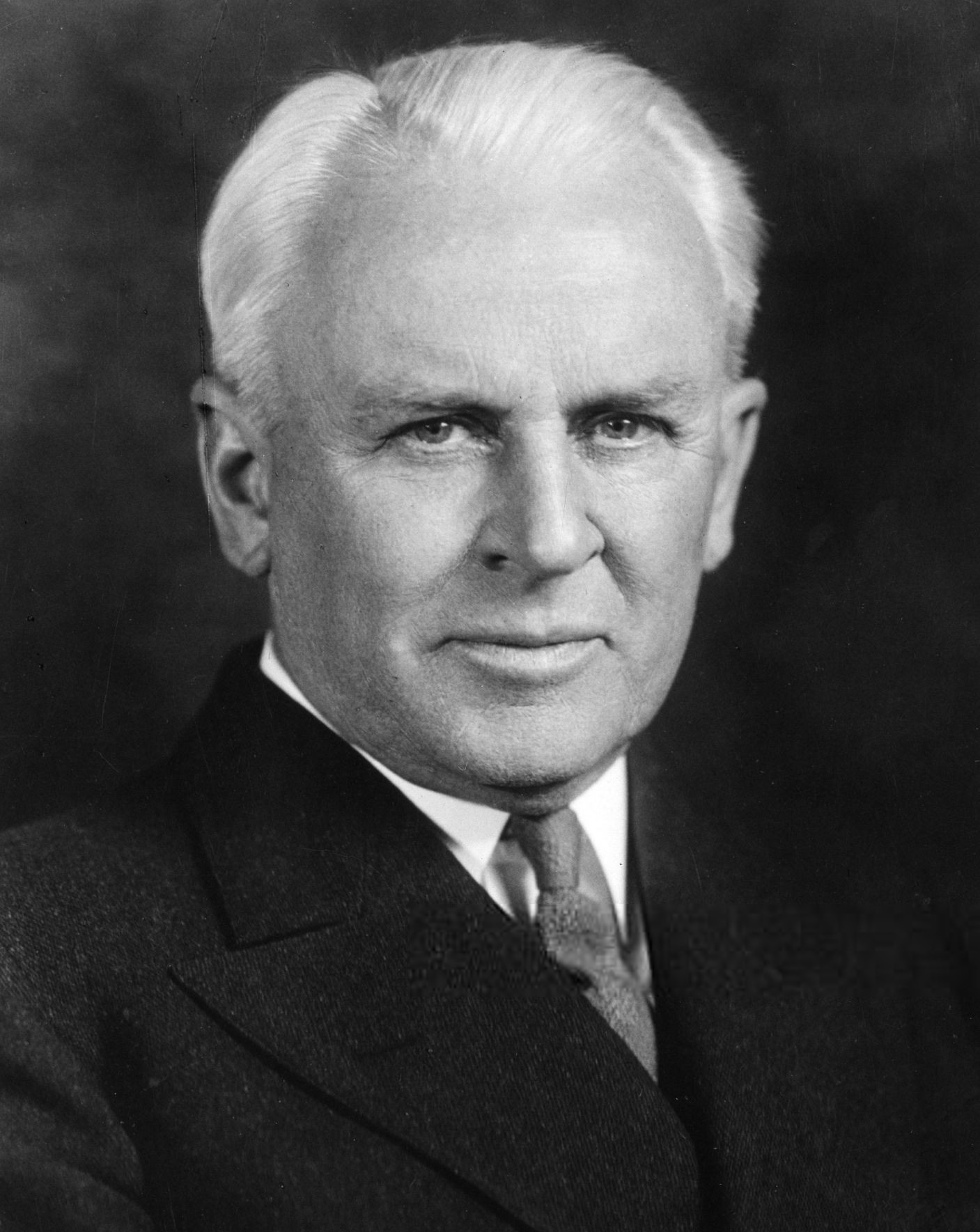
ミリカンは油滴実験の結果からアボガドロ定数を求めた。

実験で測定可能な物理定数が2つあるとき、それら個々の値が不正確でも、その積については正確な値が測定されている場合がある。例として、20世紀初頭のアボガドロ定数（記号 NA）と電気素量（記号 e）の積が挙げられる。NA も e も当時の実験値はせいぜい2桁の精度で、測定方法の違いによるばらつきはそれ以上に大きかった。それにもかかわらず、この2つの物理定数の積 NA × e については、9.654×104 C/mol という正確な実験値が知られていた。積 NA × e はファラデー定数（記号 F）と呼ばれる物理定数であり、たとえ NA, e の値がまったく分からなくても、電気化学実験により直接測定できる量である。この F の値と現在の値の違いは0.1%以下であり、当時の電気化学測定の綿密さを物語っている。
2つの物理定数 x, y の積 xy の正確な値が知られているならば、一方の物理定数 x の正確な実験値が新たに得られたとき、同時に他方の物理定数 y の正確な値も関係式 y = xy/x を使って求めることができる。ロバート・ミリカンは1913年に、油滴実験の結果に基づいて新たな電気素量の値 e = 1.592×10−19 C を報告した。それと同時に関係式 NA = NAe/e を使って新たなアボガドロ定数の値 NA = 6.062×1023 mol−1 も報告している。ミリカンの値と現在の値の違いは e, NA ともに0.6%程度であり、F の正確さには及ばないものの、一方の値が新たに得られると他方も同程度に正確な値が求まることがこの例から分かる。

## プランク定数

黒体の熱放射のスペクトル。放出されるエネルギーの総量は、絶対温度の4乗に比例する。曲線の高さが最大になる波長は、絶対温度に反比例する。

アボガドロ定数は、原子・分子のミクロな世界とダイヤモンド・水滴などのマクロな世界を結びつける物理定数である。それに対してプランク定数は、ミクロな世界をつかさどる量子論を特徴付ける物理定数である。量子論は、マックス・プランクが「物体が電磁波を放出・吸収するとき、物体に出入りするエネルギーは電磁波の波長に反比例する」という仮定を置いて、黒体の熱放射のスペクトルを説明する理論式を導いた1900年に始まった。反比例の比例係数を光速で割ったものが、プランク定数である。
当時、黒体の熱放射のスペクトルについて、次の2つの法則が知られていた。
- 黒体から放出されるエネルギーは、絶対温度の4乗に比例する（シュテファン＝ボルツマンの法則）。
- スペクトルのピーク波長は、絶対温度に反比例する（ウィーンの変位則）。

プランクは、この2つの比例定数の実験値と光速から、彼の理論式に含まれるプランク定数（記号 h）とボルツマン定数（記号 k）を、それぞれ h = 6.55×10−34 J·s および k = 1.346×10−23 J/K と定めた。ボルツマン定数とは、気体定数（記号 R）をアボガドロ定数で割ったものである。つまり NA と k の積は R に等しい。プランクは当時知られていた気体定数の値 R = 8.31 J K−1 mol−1 と彼が定めた k の値から、アボガドロ定数を NA = R/k = 6.175×1023 mol−1 と求めた。
プランクが求めた NA, h の値と現在の値の違いは2%程度であり、その積 NA × h についても同程度である。NA と h の掛け算からモルプランク定数（記号 NAh）を求めている限り、NAh の正確さは NA や h とそれほど変わらない。

## モルプランク定数の間接測定
モルプランク定数の値は、アボガドロ定数とプランク定数を使わなくても、光速（記号 c）、リュードベリ定数（記号 R∞）、微細構造定数（記号 α）、それと記号 A(e) で表される電子の相対モル質量の実験値から決めることができる。これら4つの物理定数は、非常に正確な値が実験的に得られる物理定数なので、c, R∞, α, A(e) から計算した NAh もまた正確な値になる。

### 計算式

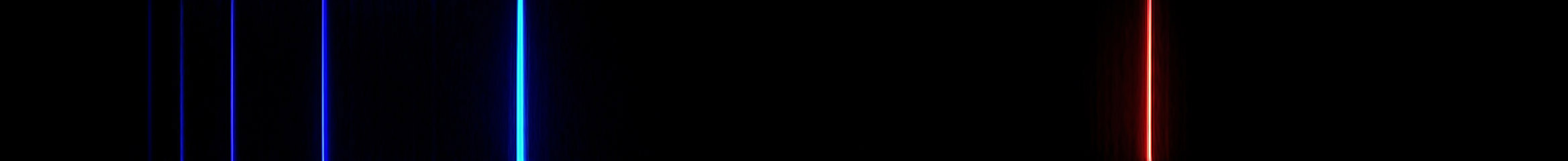
水素原子のバルマー系列。

水素原子の線スペクトルの測定から得られるリュードベリ定数 R∞ は、ボーアの原子模型を用いると次式で表される。
{\displaystyle R_{\infty }={\frac {\alpha ^{2}m_{\text{e}}c}{2h}}}
ここで me は電子質量であり、これを NA 倍すると、電子のモル質量になる。モル質量は相対モル質量とモル質量定数（記号 Mu）の積で表せるから、me = A(e)Mu/NA を右辺に代入して NAh について解くと次式を得る。
{\displaystyle N_{\text{A}}h={\frac {\alpha ^{2}A({\text{e}})M_{\text{u}}c}{2R_{\infty }}}}
右辺に現れる5つの物理定数のうち、Mu は定義定数で 1 g/mol に等しい。したがって NAh の値と不確かさは、c, R∞, α, A(e) の測定値と不確かさから決まる。

### 相対標準不確かさ
物理定数の標準不確かさ (standard uncertainty) は、その物理定数の実験値がどれくらい正確なのかを表す量である。同じ物理定数であれば、標準不確かさが小さいほど、正確な実験値と考えてよい。違う物理定数の値の正確さを比較するときは、相対標準不確かさを使う。例えば下の表の NA の列と h の列の値を比べると、1973年版以降は相対標準不確かさが（ほぼ）同じ値なので、NA と h の実験値が同程度に正確であることが分かる。また、同じ年の NAh の相対標準不確かさと比べると、NAh が NA や h よりも正確な物理定数であることが読み取れる。
| 版       | NA       | h        | NAh       | α         | R∞        | A(e)      | c        | Mu        |
| -------- | -------- | -------- | --------- | --------- | --------- | --------- | -------- | --------- |
| 1969年版 | 6.6×10−6 | 7.6×10−6 | 記載なし  | 1.5×10−6  | 1.0×10−7  | 6.2×10−6  | 3.3×10−7 | ゼロ      |
| 1973年版 | 5.1×10−6 | 5.4×10−6 | 記載なし  | 8.2×10−7  | 7.5×10−8  | 3.8×10−7  | 4×10−9   | ゼロ      |
| 1986年版 | 5.9×10−7 | 6.0×10−7 | 8.9×10−8  | 4.5×10−8  | 1.2×10−9  | 2.3×10−8  | ゼロ     | ゼロ      |
| 1998年版 | 7.9×10−8 | 7.8×10−8 | 7.6×10−9  | 3.7×10−9  | 7.6×10−12 | 2.1×10−9  | ゼロ     | ゼロ      |
| 2002年版 | 1.7×10−7 | 1.7×10−7 | 6.7×10−9  | 3.3×10−9  | 6.6×10−12 | 4.4×10−10 | ゼロ     | ゼロ      |
| 2006年版 | 5.0×10−8 | 5.0×10−8 | 1.4×10−9  | 6.8×10−10 | 6.6×10−12 | 4.2×10−10 | ゼロ     | ゼロ      |
| 2010年版 | 4.4×10−8 | 4.4×10−8 | 7.0×10−10 | 3.2×10−10 | 5.0×10−12 | 4.0×10−10 | ゼロ     | ゼロ      |
| 2014年版 | 1.2×10−8 | 1.2×10−8 | 4.5×10−10 | 2.3×10−10 | 5.9×10−12 | 2.9×10−11 | ゼロ     | ゼロ      |
| 2018年版 | ゼロ     | ゼロ     | ゼロ      | 1.5×10−10 | 1.9×10−12 | 2.9×10−11 | ゼロ     | 3.0×10−10 |

NA と h の相対標準不確かさが一致しているのは偶然ではなく、NAh の相対標準不確かさがこれらよりも桁違いに小さいからである。もし新たな直接測定によって不確かさの少し小さい NA の実験値が得られたなら、関係式 h = NAh/NA を使って同じ相対標準不確かさの h が直ちに得られる。SIの改定に先立ち、CODATAは8つの実験データに基づいてプランク定数の値を定めた。このうち半数の実験データは、アボガドロ定数とモルプランク定数から求めた値であった。

## アボガドロ定数とプランク定数の直接測定
アボガドロ定数 NA はX線結晶密度法によって、プランク定数 h はキッブルバランス法によって、それぞれ精密に測定できる。このような直接測定によって求められたアボガドロ定数とプランク定数の積 NA × h は、（誤差の範囲内で）モルプランク定数 NAh に一致するはずである。しかし2003年、当時の最高精度の実験結果を使って計算した NA × h は、間接測定で求められていた NAh の値と1ppmすなわち 100×10−8 も違う、ということが明らかとなった。この問題を解決するためにアボガドロ定数を精密に測定するプロジェクト（アボガドロ国際プロジェクト）が始まり、2010年代の終わりにはこの不一致が解消され、モルとキログラムの定義が改定されることとなった。

### アボガドロ定数

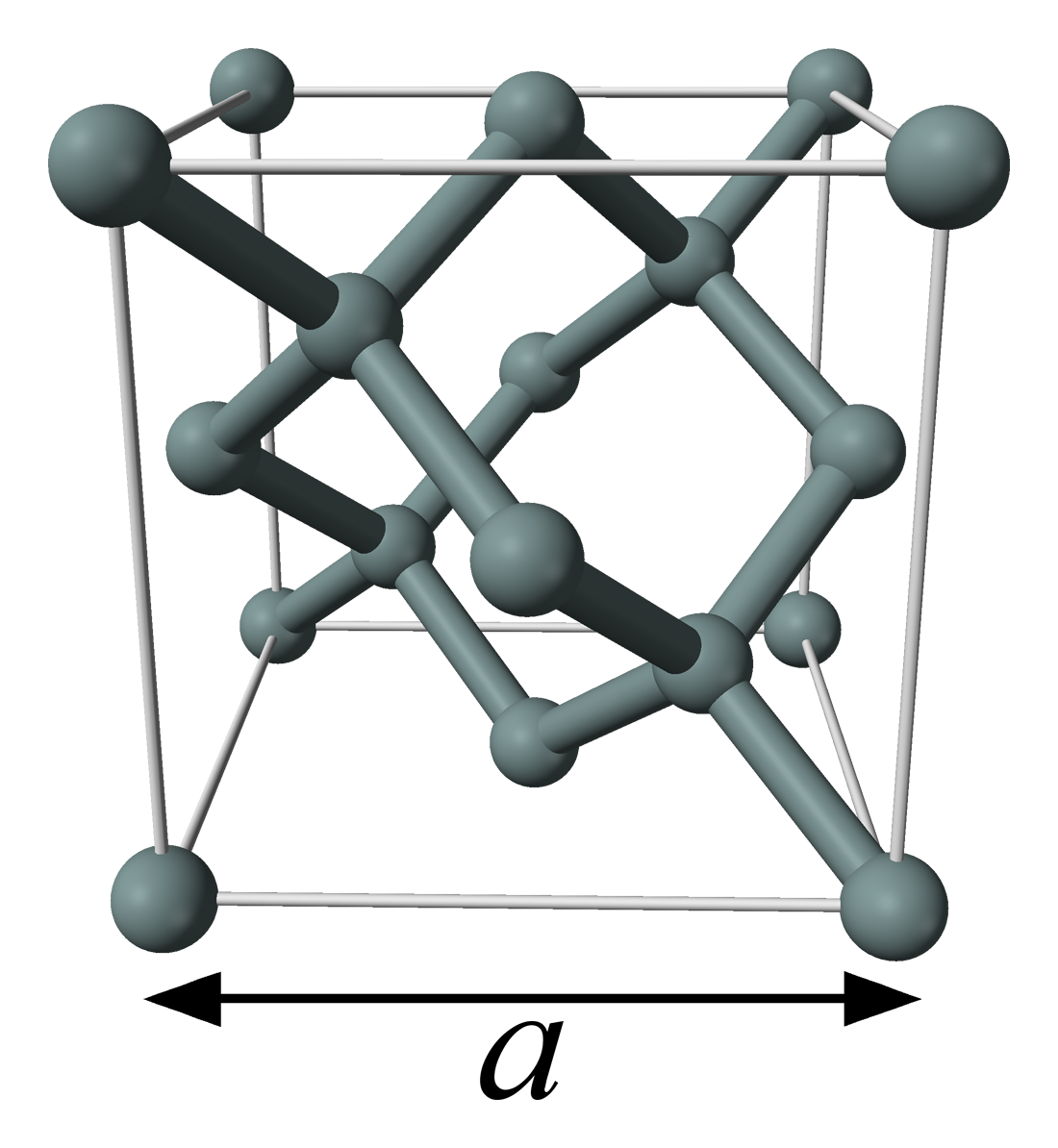
シリコンの単位格子は8個のケイ素原子を含む。

X線結晶密度法は、シリコン単結晶試料のモル質量（記号 M(Si)）と密度（記号 ρ）と格子定数（記号 a）の精密測定から、アボガドロ定数を求める実験方法である。
この方法の原理は、非常に単純である。密度とは単位体積あたりの質量であるから、結晶の単位格子1個あたりの質量を単位格子の体積で割ったものに等しい。シリコンの場合、体積 a3 の単位格子1個あたりにケイ素原子が8個含まれているので、ケイ素原子1個の質量を mSi とすれば次式が成り立つ。
{\displaystyle \rho ={\frac {8m_{\text{Si}}}{a^{3}}}}
ケイ素のモル質量は mSi の NA 倍だから、上式の両辺に NA を掛けて ρ で割ると次式を得る。
{\displaystyle N_{\text{A}}={\frac {8M({\text{Si}})}{\rho a^{3}}}}
試料の密度は、試料を球形にしてその直径と質量を測れば分かる。直径はレーザー干渉計で測定する。質量は、国際キログラム原器に紐付けられた分銅を使って、真空天秤で測定する。格子定数はX線干渉計で、モル質量はICP質量分析計でそれぞれ測定する。
アボガドロ国際プロジェクトでは、精度向上のためケイ素28を同位体濃縮した試料が作製された。天然のケイ素はケイ素28・ケイ素29・ケイ素30の混合物であるためにモル質量の測定精度を上げることが難しく、これがアボガドロ定数の不確かさの要因になっていたからである。ケイ素28の純度を99.99%にまで高めた試料で測定することにより、プロジェクトは正確なアボガドロ定数の値を求めることに成功した。

### プランク定数

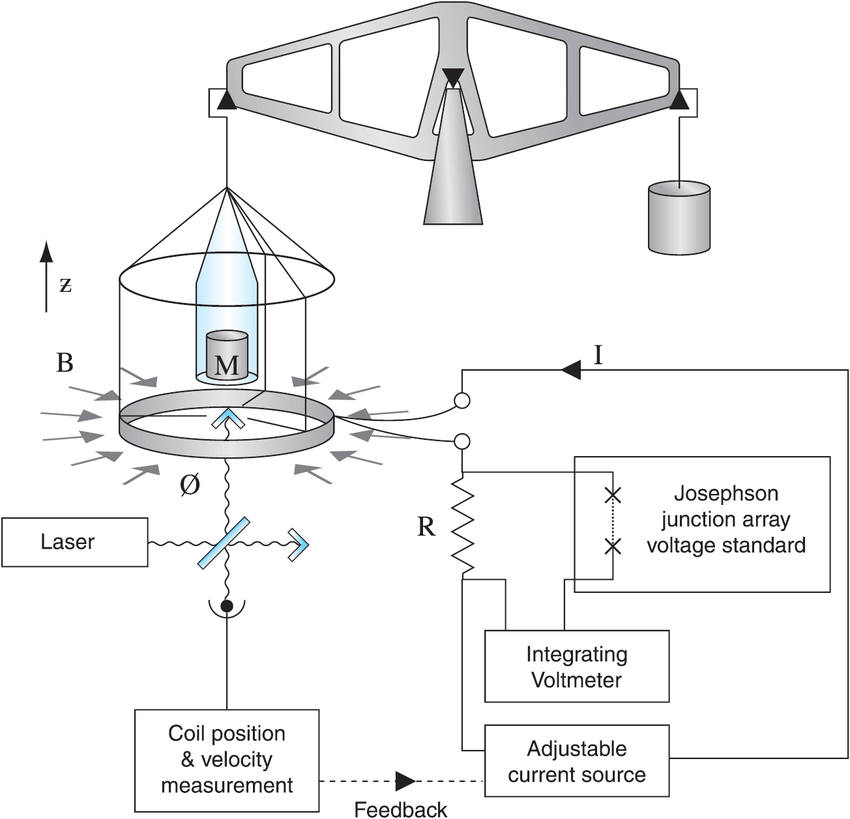
秤量モード。分銅の重量 Mg とコイルに働くローレンツ力が釣り合うときの電流値 I を測定する。

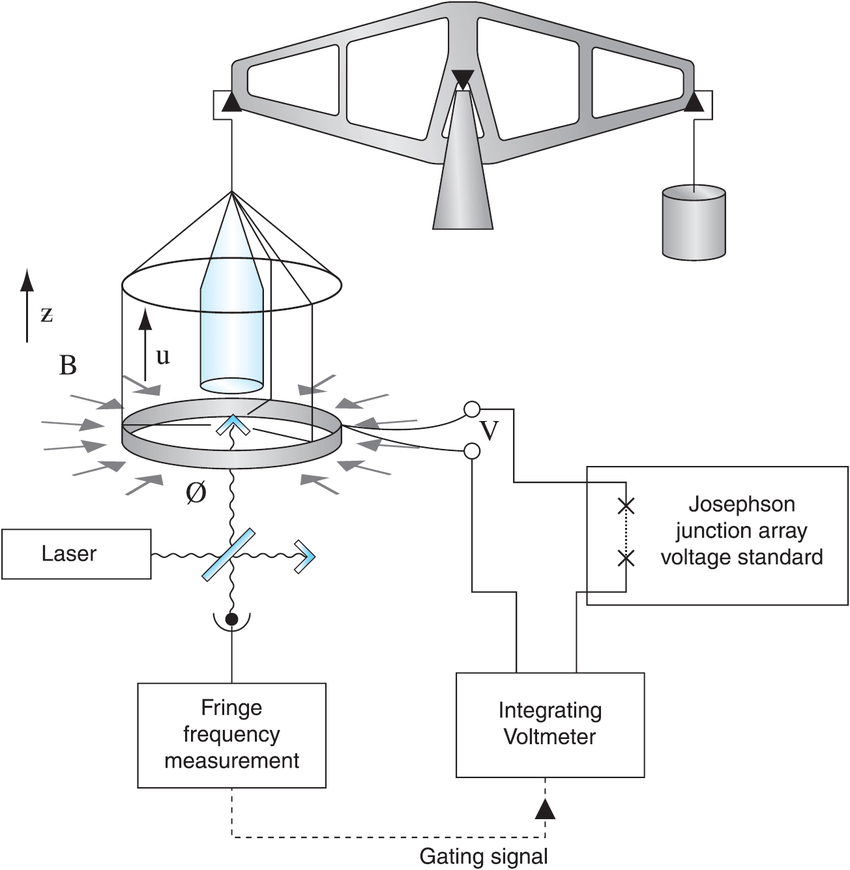
校正モード。コイルを速さ u で動かしたときに発生する誘導起電力 V を測定する。

キッブルバランス法は、ジョセフソン効果と量子ホール効果を利用して、ワット天秤でプランク定数を測定する方法である。
プランク定数の測定法を述べる前に、ワット天秤で分銅の質量（記号 M）を測定する方法を述べる。測定は秤量モード (weighting mode) と校正モード (moving mode) の二段階からなる。ワット天秤の天秤皿には、天秤皿と連動して上下する長さ L のコイルが取り付けられており、このコイルには磁束密度 B の磁場がかかっている。天秤皿に分銅を乗せると重力によりコイルに下向きの力がかかるが、コイルに電流を流すとローレンツ力が働くので天秤を釣り合わせることができる（秤量モード）。天秤が釣り合ったときの電流値を I1 とし、重力加速度を g とすれば、次式が成り立つ。
{\displaystyle Mg=BLI_{1}}
左辺が分銅の重さで、右辺がローレンツ力である。
上式の右辺の BL を求めるため、天秤皿から分銅を下ろした後、コイルを速さ u で鉛直方向に動かす（校正モード）。このとき電磁誘導によりコイルに電圧が発生する。発生した誘導起電力の大きさ V2 は次式で与えられる。
{\displaystyle V_{2}=BLu}
これら2式から BL を消去して M について解くと次式を得る。
{\displaystyle M={\frac {I_{1}V_{2}}{gu}}}
この式から、分銅の質量を求めるには、秤量モード時の電流値と校正モード時の電圧値とコイルの動く速さ、それと天秤が設置してある場所の重力加速度を測ればよいことが分かる。コイルの動く速さと重力加速度は、レーザー干渉計などを用いれば、十分な精度で測ることができる。秤量モード時の電流を測るにはオームの法則を使う。抵抗値が R の抵抗器を回路に入れてその抵抗にかかる電圧を V1 とすると、電流値は I1 = V1/R で与えられる。したがって I1V2 を正確に測るには、電圧と電気抵抗が正確に測れればよい。電圧は、ジョセフソン効果を利用した電圧標準と比較して測る。電気抵抗は、量子ホール効果を利用した電気抵抗標準と比較して測る。
ジョセフソン素子にマイクロ波を照射すると、マイクロ波の周波数 f に比例する電圧 V が発生する。
{\displaystyle V=n{\frac {h}{2e}}f}
ここで n は整数、h はプランク定数、e は電気素量である。n は整数なので不確かさはない。プランク定数と電気素量の正確な値が分かっていれば、マイクロ波周波数 f を正確に測ることにより、電圧 V の正確な値が求まる。
量子ホール効果により発生する電気抵抗（記号 RHall）は次式で与えられる。
{\displaystyle R_{\text{Hall}}={\frac {h}{ie^{2}}}}
ここで i は素子にかける磁場の大きさで決まる整数であり、不確かさはない。秤量モードで用いる抵抗器として、この電気抵抗標準で校正したものを使う。校正係数を b とすれば R = bRHall と書ける。プランク定数と電気素量の正確な値が分かっていれば、入念な校正により電気抵抗 R の正確な値が求まる。

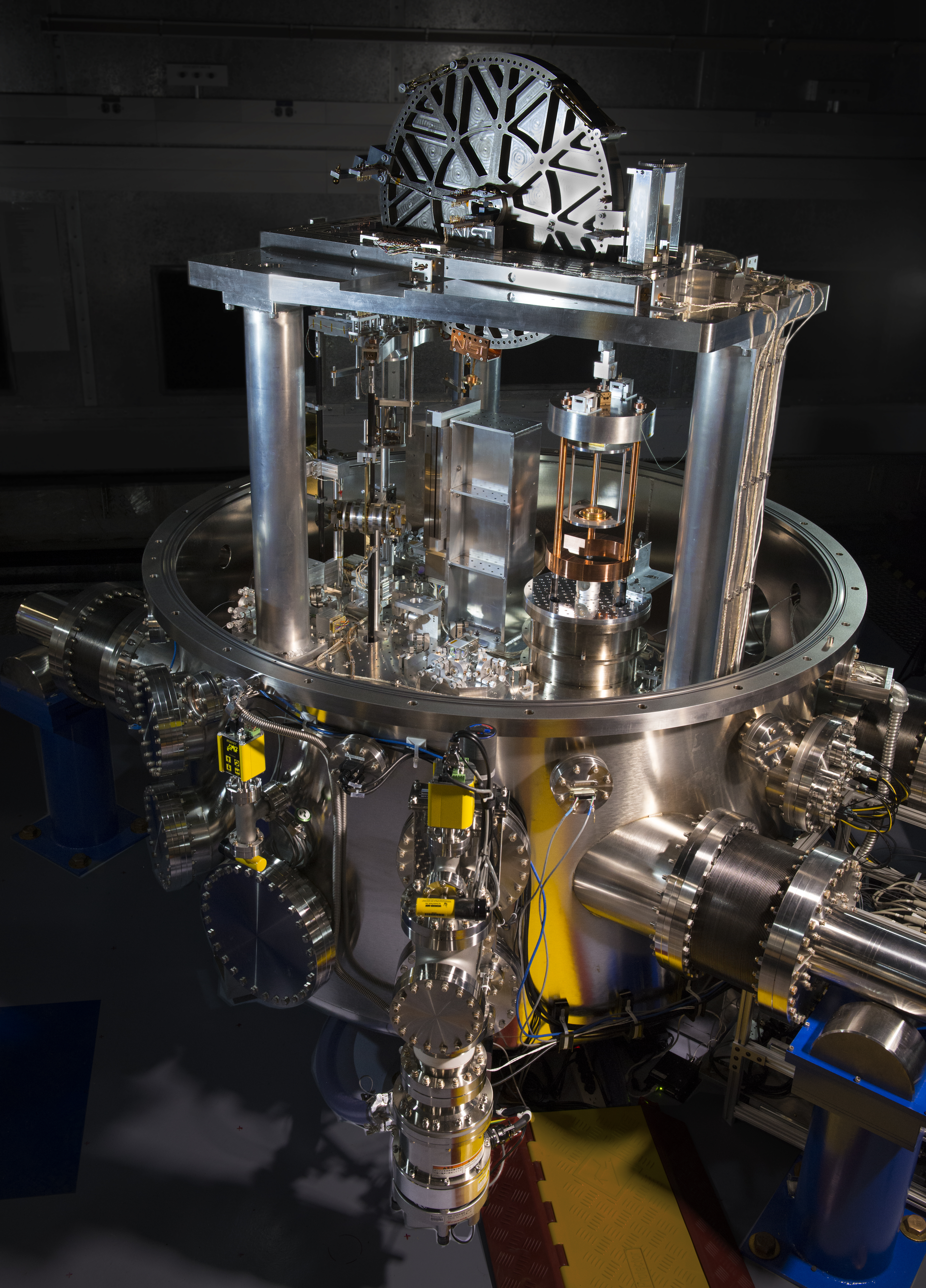
プランク定数の測定に用いられたNISTのワット天秤。

以上のことから I1V2 の値は次式で与えられる。
{\displaystyle I_{1}V_{2}={\frac {V_{1}V_{2}}{R}}=h{\frac {in_{1}n_{2}f_{1}f_{2}}{4b}}}
したがって分銅の質量を求める式は最終的に、
{\displaystyle M=h\cdot {\frac {in_{1}n_{2}}{4b}}\cdot {\frac {f_{1}f_{2}}{gu}}}
となる。電気計測により質量を測る装置であるにもかかわらず、質量を求める式には電気的な量が一切含まれていないのが、ワット天秤の特徴である。質量を測るには、周波数（単位 Hz）、重力加速度（単位 m/s2）、速さ（単位 m/s）を測ればよい。これらの単位はメートルと秒で表すことができる。そして、単位 kg・m2/s で表したプランク定数の数値が定められていれば、分銅の質量をキログラムの単位で求めることができる。
逆に分銅の質量が既知の場合、上の式はプランク定数を測定するのに使える。すなわち、
{\displaystyle h=M\cdot {\frac {4b}{in_{1}n_{2}}}\cdot {\frac {gu}{f_{1}f_{2}}}}
であるので、国際キログラム原器に紐付けられた分銅を使うと、ワット天秤でプランク定数を精密に測定することができる。

## 実験値から定義値へ

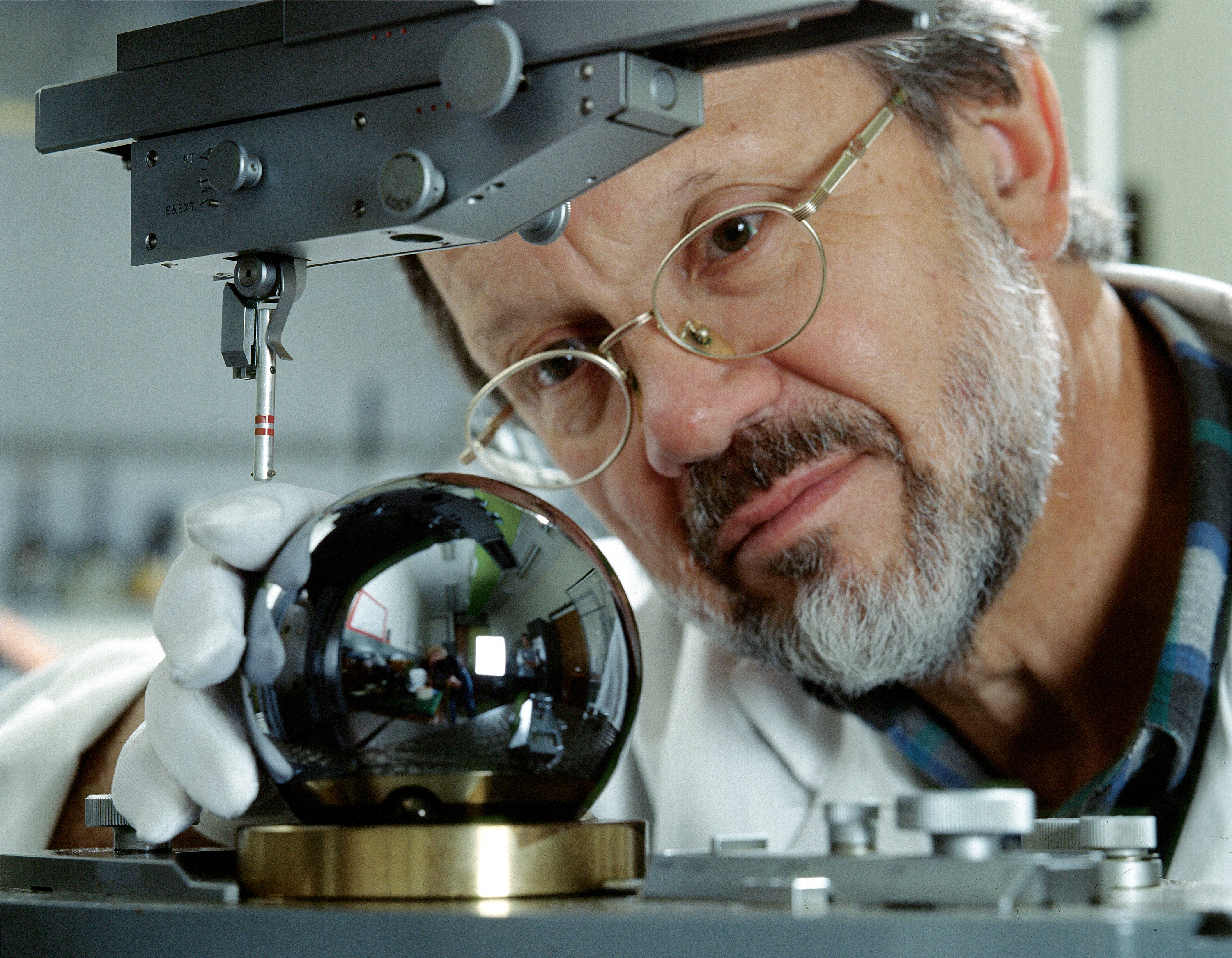
アボガドロ国際プロジェクトはプランク定数の決定に大きく貢献した。

アボガドロ国際プロジェクト（および産業技術総合研究所）は、2015年から2017年にかけてアボガドロ定数の実験値を4つ報告した。プランク定数についてもキッブルバランス法で求めた実験値が、米国標準技術研究所（2015年と2017年）、カナダ国立研究機構（2017年）、フランス計量研究所（2017年）から報告された。
2017年当時のモルプランク定数のCODATA推奨値は、
NAh = 3.9903127110(18)×10−10 J s mol−1
である。括弧内の数値は標準不確かさを示す。この値とX線結晶密度法で測定した NA の値から関係式 h = NAh/NA を使って計算したプランク定数を、キッブルバランス法により求められた値とともに表に示す。測定原理がまったく異なるふたつの方法で求めたプランク定数の値は、よく一致している。
| データID | プランク定数        | 測定方法           |
| -------- | ------------------- | ------------------ |
| NIST-15  | 6.6260694×10−34 J s | キッブルバランス法 |
| NRC-17   | 6.6260701×10−34 J s | キッブルバランス法 |
| NIST-17  | 6.6260699×10−34 J s | キッブルバランス法 |
| LNE-17   | 6.6260704×10−34 J s | キッブルバランス法 |
| IAC-11   | 6.6260699×10−34 J s | X線結晶密度法      |
| IAC-15   | 6.6260702×10−34 J s | X線結晶密度法      |
| IAC-17   | 6.6260704×10−34 J s | X線結晶密度法      |
| NMIJ-17  | 6.6260701×10−34 J s | X線結晶密度法      |

これら8つの実験データに基づいてCODATAは、プランク定数とアボガドロ定数の最も確からしい値を、
h = 6.626070150(69)×10−34 J s
NA = 6.022140758(62)×1023 mol−1
と決定した。これらの不確かさ付きの値は、2017年の特別調整値と呼ばれる。この特別調整値に基づいて不確かさをゼロにした値が、SI基本単位の再定義 (2019年)において定義値とされた値である。
h = 6.62607015×10−34 J s（厳密に）
NA = 6.02214076×1023 mol−1（厳密に）
厳密に定義されたプランク定数の値は新しいキログラムの定義に、厳密に定義されたアボガドロ定数の値は新しいモルの定義に、それぞれ用いられることとなった。
この2つの物理定数の積であるモルプランク定数も、同時に定義定数となった。現在の値は、
NAh = NA × h = 3.9903127128934314×10−10 J s mol−1（厳密に）
である。